# 후지시마 에이스케
후지시마 에이스케(일본어: 藤嶋 栄介, 1992년 1월 31일 ~ )는 일본의 축구 선수이다.

## 구단 경력
그는 2013년부터 J리그의 사간 도스, 제프 유나이티드 지바, 마쓰모토 야마가 FC, 레노파 야마구치 FC, 가와사키 프론탈레, 몬테디오 야마가타에서 뛰었다.